# 血液寒天培地

血液寒天上の溶血性

血液寒天培地（けつえきかんてんばいち、英語：blood agar）とは増菌培地のひとつで、普通寒天培地には発育しにくい菌種の培養や溶血性を検査するのに用いられたりする培地である。

## 培地の組成および製法
普通血液寒天培地の場合
| 物質           | 量     |
| 肉エキス       | 10.0g  |
| ペプトン       | 10.0g  |
| 塩化ナトリウム | 3.0g   |
| 寒天           | 13.0g  |
| 水             | 1000ml |
| -------------- | ------ |

pH=7.2～7.4になるように調整する。
上記内容は、普通寒天培地で、これを作成後滅菌した後、50℃ぐらいに冷ましそこに5%～10%の割合で無菌保存血液または、脱繊維素血を加える。泡立てない様によく混合したのち、固まる前に平板培地または、斜面培地にする。

## 使用する血液成分
血液寒天に使用される血液の種類としては、以下のような物がある。
- 緬羊
- 家兎
- 馬
- ヒト（O型を使用する。）

## 培養の方法
- 培地は、平板培地または、斜面培地を用いる。
- 培地は使用する前に、無菌試験等を行ない問題の無い物を用いる。
- 好気条件下又は炭酸ガス培養において培養する（目的菌により温度・時間等が異なる）。[1]

## 主な菌の発育の性状
| 菌名                                   | 性状                              |
| 大腸菌Escherichia coli                 | 発育・β溶血することがある。       |
| 黄色ブドウ球菌Staphylococcus aureus    | α・β・δ溶血を起こす事が多い。     |
| 化膿レンサ球菌Streptococcus pyogenes   | 小さなコロニー・強いβ溶血         |
| 肺炎レンサ球菌Streptococcus pneumoniae | α溶血・コロニー周辺に緑色環を形成 |
| -------------------------------------- | --------------------------------- |

## 血液寒天培地の種類
血液寒天培地の一種として次のような培地もある。
- CW血液寒天培地
- 血液加ブルセラ培地
- スキロー培地
- バツラー培地
- プレストン培地
- カンピロバクター培地
- ボルデー・ジャング培地
- コロンビア・CNA培地
- 血液加トリプトソイ寒天培地

など